# Masia del Batlle (la Ribereta)
|  | Per a altres significats, vegeu «Masia del Batlle». |

La Masia del Batlle és una masia del poble de la Ribereta, al municipi de Tremp. És al sector sud-occidental de la Ribereta, al sud-oest de Casa Juvillà. És al nord de Casa Salvador, a la riba esquerra de la Noguera Ribagorçana, una mica enlairada per damunt del riu.